# Apatophysis centralis
Apatophysis centralis är en skalbaggsart som beskrevs av Semenov 1901. Apatophysis centralis ingår i släktet Apatophysis och familjen långhorningar. Inga underarter finns listade i Catalogue of Life.